# Революционный социализм
Революцио́нный социали́зм (революциони́зм) — совокупность социалистических теорий и движений, утверждающих необходимость коренного изменения социально-экономической и политической системы государства посредством революции, совершённой силами массовых движений (рабочего класса или большинства граждан) для достижения социалистического общества. 
Бренд «революционный марксизм» в большинстве языков мира с большим числом носителей фактически является синонимом «троцкизма». Поэтому революционно-социалистическими называют себя и те революционные марксистские организации, которые не хотят ассоциироваться с троцкистами (люксембургианцы, последователи де Леона, импоссибилисты). В то же время, по мнению Б. В. Ракитского, марксизм, революционный марксизм, последовательный гуманизм — синонимы, поскольку марксизм считает социальную революцию (социалистическую по целям и движущим силам) необходимой для перехода общества в русло последовательно гуманистического развития. Но Б. В. Ракитский, подобно троцкистам, классиком марксизма наряду с К. Марксом и Ф. Энгельсом считает и В. И. Ленина. Под социальной революцией в марксизме понимается радикальное изменение типа (характера) власти в обществе и в хозяйстве.
Революционным социалистом считается тот, кто считает необходимым захват власти в интересах угнетённых для построения социализма.
Понятие используется левосоциалистическими и коммунистическими движениями для различения с характерным для многих социал-демократов «реформизмом», то есть с системой взглядов, отстаивающей возможность постепенного изменения общества средствами эволюционного приближения к социализму или улучшения существующей капиталистической системы в процессе реформ и компромиссов. В этом плане к революционным социалистам относятся не только представители марксизма, но и революционного анархизма и других либертарно-социалистических течений. В России существовала партия социалистов-революционеров народнического толка, от которой позднее отделились Союз социалистов-революционеров-максималистов, партия народных социалистов, левые эсеры. С другой стороны, революционный социализм отвергает идею малых революционных групп, стремящихся к захвату власти посредством заговора, без активной поддержки масс («бланкизм»). 
По мнению Б. В. Ракитского, до сих пор все социалистические революции завершались контрреволюциями с установлением авторитарных диктатур — антиподов социализма, но с социалистической фразеологией, и даже Октябрьская революция завершилась сталинистской контрреволюцией в конце 20-х годов XX века.